# Asbadhites
Els asbadhites era la comunitat de perses instal·la a la regió d'Oman i a la de Bahrayn (Aràbia Oriental després al-Ahsa) dels quals no es coneix el seu poder polític i econòmic. De fet el seu àmbit geogràfic és incert, però sembla segur que estaven a la fortalesa d'al-Mushaqqar a Bahrayn i a la fortalesa propera a Suhar a Oman (la regió costanera s'anomenava llavors Mazun), i amb petites comunitats a les ciutats costaneres. Es tractava de perses enviats com a militars o colons, i es creu que s'ocupaven principalment de la vigilància de les fortaleses i de la fronteres.
El 630 Mahoma es va dirigir a la comunitat i els va comminar afer-se musulmans i pagar només el zakat (import sobre el cereals) a canvi de protecció i conservarien la seva posició; el temple del foc seria eliminat però tindrien llibertat per seguir una dieta al seu gust. Van refusar però en algun moment, el 632 o el 633 (després de la guerra civil a Oman entre aliats i enemics dels musulmans), la comunitat, igual que els mazdeistes van signar una convenció que va respectar les seves creences i van desaparèixer progressivament.